# Магтымгулы
Магтымгулы или Махтумкули (до 1991 года — Восточный Ливанов) — нефтегазоконденсатное месторождение в Туркменистане. Расположено в Балканской области, в юго-западной части страны, в акватории Каспийского моря на западе от города Хазар (Челекен). Открыто в 2002 году, названо в честь поэта Махтумкули. Входит в туркменский нефтяной проект Блок-1. Глубина моря составляет от 60 м до 80 м.
Относится к Западно-Туркменской нефтегазоносной области.
Нефтеносность связана с отложениям юрского возраста. Залежи на глубине 4,7-5,1 км.
Начальные запасы нефти 50 млн тонн, газа 30 млрд м³.
Оператором месторождение является малайзийская нефтяная компания Petronas.
В Махтумкули «Petronas» установила буровую платформу «Махтумкули». Всего на месторождении планируется пробурить 9 эксплуатационных скважин.